# (100327) 1995 QX
(100327) 1995 QX es un asteroide perteneciente al cinturón exterior de asteroides, descubierto el 22 de agosto de 1995 por Fumiaki Uto desde el Observatorio Uto, Kashihara, Japón.

## Designación y nombre
Designado provisionalmente como 1995 QX.

## Características orbitales
1995 QX está situado a una distancia media del Sol de 3,204 ua, pudiendo alejarse hasta 4,093 ua y acercarse hasta 2,314 ua. Su excentricidad es 0,277 y la inclinación orbital 26,68 grados. Emplea 2094 días en completar una órbita alrededor del Sol.

## Características físicas
La magnitud absoluta de 1995 QX es 13,9. Tiene 9,789 km de diámetro y su albedo se estima en 0,067.